# Halowe Mistrzostwa Europy w Lekkoatletyce 1986 – pchnięcie kulą mężczyzn
Pchnięcie kulą mężczyzn – jedna z konkurencji technicznych rozgrywanych podczas halowych lekkoatletycznych mistrzostw Europy w hali Palacio de Deportes w Madrycie. Rozegrano od razu finał 22 lutego 1986. Zwyciężył reprezentant Szwajcarii Werner Günthör. Tytułu zdobytego na poprzednich mistrzostwach nie bronił Remigius Machura z Czechosłowacji.

## Rezultaty

### Finał
Wystąpiło 15 miotaczy.

Opracowano na podstawie materiału źródłowego.
| Miejsce | Zawodnik           | Wynik |
| ------- | ------------------ | ----- |
| 1       | Werner Günthör     | 21,51 |
| 2       | Siergiej Smirnow   | 20,36 |
| 3       | Marco Montelatici  | 20,11 |
| 4       | Jānis Bojārs       | 20,09 |
| 5       | Edward Sarul       | 19,73 |
| 6       | Karsten Stolz      | 19,63 |
| 7       | Udo Gelhausen      | 19,36 |
| 8       | Anders Skärvstrand | 18,79 |
| 9       | Richard Navara     | 18,56 |
| 10      | Luc Viudès         | 18,54 |
| 11      | Janne Ronkainen    | 18,37 |
| 12      | Jozef Lacika       | 18,34 |
| 13      | Peter Kassubek     | 17,73 |
| 14      | Klaus Bodenmüller  | 17,23 |
| 15      | Martin Vara        | 16,11 |